# Diocesi di Umzimkulu
La diocesi di Umzimkulu (in latino: Dioecesis Umzimkulensis) è una sede della Chiesa cattolica in Sudafrica suffraganea dell'arcidiocesi di Durban. Nel 2022 contava 184.040 battezzati su 2.464.020 abitanti. È retta dal vescovo Stanisław Jan Dziuba, O.S.P.P.E.

## Territorio
La diocesi comprende la parte occidentale dello stato di KwaZulu-Natal.
Sede vescovile è la città di Harding. Nella località di Lourdes si trova la cattedrale di Nostra Signora di Lourdes.
Il territorio è suddiviso in 15 parrocchie.

## Storia
La diocesi è stata eretta il 21 febbraio 1954 con la bolla Cum in Africa di papa Pio XII, ricavandone il territorio dalla diocesi di Mariannhill. Originariamente la sede vescovile era Umzimkhulu e fu lasciata al vescovo la facoltà di scegliere quale chiesa fosse la cattedrale.
La diocesi ha avuto lunghi periodi di sede vacante, nei quali è stata affidata in amministrazione apostolica agli arcivescovi di Durban.

## Cronotassi dei vescovi
Si omettono i periodi di sede vacante non superiori ai 2 anni o non storicamente accertati.
- Pius Bonaventura Dlamini, F.F.J. † (21 febbraio 1954 - 14 dicembre 1967 dimesso[1])
  - Sede vacante (1967-1986)[2]
- Gerard Sithunywa Ndlovu † (22 dicembre 1986 - 22 agosto 1994 dimesso)
  - Sede vacante (1994-2008)[3]
- Stanisław Jan Dziuba, O.S.P.P.E., dal 31 dicembre 2008

## Statistiche
La diocesi nel 2022 su una popolazione di 2.464.020 persone contava 184.040 battezzati, corrispondenti al 7,5% del totale.
| anno | popolazione | popolazione | popolazione | presbiteri | presbiteri | presbiteri | presbiteri                | diaconi | religiosi | religiosi | parrocchie |
| anno | battezzati  | totale      | %           | numero     | secolari   | regolari   | battezzati per presbitero | diaconi | uomini    | donne     | parrocchie |
| ---- | ----------- | ----------- | ----------- | ---------- | ---------- | ---------- | ------------------------- | ------- | --------- | --------- | ---------- |
| 1969 | 50.149      | 192.478     | 26,1        | 26         | 14         | 12         | 1.928                     |         | 23        | 108       | 13         |
| 1973 | 50.300      | 133.400     | 37,7        | 21         | 13         | 8          | 2.395                     |         | 37        |           | 13         |
| 1990 | 75.747      | 214.000     | 35,4        | 15         | 7          | 8          | 5.049                     |         | 9         | 28        | 15         |
| 1999 | 132.000     | 1.540.200   | 8,6         | 12         | 3          | 9          | 11.000                    |         | 10        | 32        | 15         |
| 2000 | 122.610     | 945.890     | 13,0        | 10         | 3          | 7          | 12.261                    |         | 8         | 37        | 15         |
| 2001 | 130.820     | 993.185     | 13,2        | 15         | 7          | 8          | 8.721                     |         | 8         | 37        | 14         |
| 2002 | 130.820     | 1.890.000   | 6,9         | 18         | 9          | 9          | 7.267                     |         | 9         | 37        | 15         |
| 2003 | 141.014     | 1.890.000   | 7,5         | 17         | 7          | 10         | 8.294                     |         | 11        | 37        | 15         |
| 2004 | 141.363     | 1.894.680   | 7,5         | 15         | 7          | 8          | 9.424                     |         | 9         | 32        | 15         |
| 2010 | 156.000     | 2.097.000   | 7,4         | 19         | 6          | 13         | 8.210                     |         | 14        | 23        | 14         |
| 2014 | 162.200     | 2.180.000   | 7,4         | 17         | 7          | 10         | 9.541                     |         | 12        | 21        | 15         |
| 2017 | 171.230     | 2.291.350   | 7,5         | 13         | 4          | 9          | 13.171                    |         | 14        | 21        | 15         |
| 2020 | 179.000     | 2.395.500   | 7,5         | 20         | 9          | 11         | 8.950                     |         | 14        | 20        | 15         |
| 2022 | 184.040     | 2.464.020   | 7,5         | 18         | 9          | 9          | 10.224                    |         | 11        | 25        | 15         |